# Paulinho (futebolista, 1995)
Paulo Victor da Silva, mais conhecido como Paulinho, (São Paulo, 3 de janeiro de 1995) é um futebolista brasileiro que atua como lateral-esquerdo. Atualmente, joga pelo Midtjylland.

## Carreira

### Santo André
Paulinho começou sua carreira nas categorias de base do Grêmio Barueri, tendo ficado até  o sub-13 do clube até se transferir para o Santo André onde finalizou sua formação e chegou ao profissional. Disputou 10 jogos pelo Ramalhão e participou da campanha campeã da Série A2 e conquistou o acesso em a Primeira Divisão Paulista em 2016.

### Santos

#### Sub-23
Em junho de 2016, Paulinho foi anunciado como reforço do Santos para o sub-23 da equipe por empréstimo até o fim da temporada, com opção de compra para assinar um contrato por três anos. Caso o Santos optasse pela compra, o contrato de três anos passaria a valer e iria adquirir 60% de seus direito autorais.

### Boa Esporte

#### 2017
Retornou ao Santo André e ao fim do Paulista, Paulinho foi emprestado ao clube mineiro Boa Esporte até 30 de novembro. Fez sua estreia pelo clube em 8 de abril, no empate de 1–1 com o Uberaba pela Segunda Divisão Mineira.
Paulinho fez seu primeiro gol pelo Boa em 22 de abril de 2022, fazendo o gol da vitória por 1–0 sobre o Nacional de Muriaé em jogo do Módulo II Mineiro de 2017. Lateral-esquerdo com Nedo Xavier, mostrou versatilidade ao passar a atuar mais como meia após Sidney Moraes assumir o comando da equipe. Em 20 de outubro, fez o gol do estrelão no empate de 1–1 com o CRB na 31ª rodada da Série B. Marcou também na vitória de 2–1 sobre o Brasil de Pelotas na penúltima rodada.
Paulinho foi um dos destaques do clube na temporada, ajudando o time Mineiro a conquistar o acesso a Primeira Divisão Mineira e a permanecer na Série B do Brasileirão. Também foi o atleta que mais atuou pela equipe no ano, com 44 jogos no total (34 jogos no Brasileiro e 10 no Mineiro) e marcou três gols na temporada.

### São Bento

#### 2018
Em 18 de março, foi anunciado como novo reforço do São Bento para a temporada. Paulinho firmou-se como titular rapidamente, sendo o único da defesa a não ser sacado do time. Ao todo atuou em 16 jogos pelo Bentão, todos na Série B de 2018, tendo feito sua última partida na vitória de 2–1 sobre o Atlético Goianiense na 18ª em 28 de julho.

### Bahia
Paulinho foi anunciado como novo reforço do Bahia em 3 de agosto, assinando contrato até agosto de 2021. Compôs o elenco campeão do Baiano de 2019, que venceu o Bahia de Feira na final por 1–0.
Em 1 de julho de 2019, foi anunciada sua venda ao Midtjylland, da Dinarmarca, que pagou 3 milhões de reais por 50% de seus direitos econômicos. O Bahia manteve 20% de seu passe para uma venda futura. Paulinho atuou em 17 partidas pelo clube e foi reserva de Moisés na maioria das partidas.

### Midtjylland

#### 2019–20
Sua contratação foi anunciada pelo Midtjylland em 1 de julho de 2019, assinando por contrato por cinco anos. Fez sua estreia pelo clube dinamarquês em 6 de julho de 2019, na derrota por 2–1 no amistoso contra o Lech Poznań, da Polônia, tendo Paulinho feito o gol de seu time.
Paulinho rapidamente tornou-se titular no time dinamarquês e teve um bom começo, sendo eleito para a seleção da Liga Dinamarquesa na 26ª rodada. Fez seu primeiro gol pelos Ulvenes na temporada na vitória por 3–0 sobre o Sonderjyske na 23ª rodada da Superliga Dinamarquesa, sendo um bonito gol. Conquistou seu primeiro com o clube dinamarquês ao bater o Copenhague por 3–1 em 9 de julho de 2020, pela Superliga Dinamarquesa.

#### 2020–21
Fez seu estreia na Liga dos Campeões em 26 de agosto de 2020, na vitória por 1–0 sobre o Ludogoretz, na primeira fase da competição. Completou 50 jogos pelo clube dinamarquês em 21 de março de 2021, na vitória de 5–0 sobre o Vejle.

#### 2021–22
Em 26 de maio, sagrou-se campeão da Copa da Dinarmarca ao bater o Odense BK nos pênaltis por 4–3 após um empate sem gols no tempo normal.

#### 2022–23
Em seu quarto ano pelo clube, chegou a 100 jogos com a camisa do Midtjylland em 19 de julho de 2022, no empate em 1 a 1 contra o AEK Larnaca, em jogo válido pela ida da segunda pré-eliminatória da Champions League.
Em 15 de setembro de 2022, fez o primeiro gol na goleada de 5–1 sobre a Lazio na 1ª rodada da Liga Europa.

## Títulos

### Santo André
- Campeonato Paulista - Segunda Divisão: 2016

### Bahia
- Campeonato Baiano: 2019

### Midtjylland
- Campeonato Dinamarquês: 2019–20
- Copa da Dinarmarca: 2021–22